# Arthur Bertin
Pour les articles homonymes, voir Bertin.
Arthur Bertin (né le 1er janvier 1859 à Nantes et mort le 30 janvier 1937 à Chambéry) est un architecte français.

## Biographie
Élève de l'école des Beaux-Arts de Paris, il collabore avec Joseph Vaudremer aux travaux des lycées de Grenoble, Montauban, des lycées Buffon et Molière de Paris.
En 1890, il remporte le concours pour l'église Notre-Dame d'Aix-les-Bains, construite entre 1892 et 1900.
Entre 1901 et 1903, il édifie la maison dite « Bagatelle » à Aix-les-Bains.
Le 26 octobre 1897, il est nommé architecte diocésain de Chambéry, Tarentaise et Maurienne.
Bertin est membre de la Société savoisienne d'histoire et d'archéologie, en 1907, de l'Académie des sciences, belles lettres et arts de Savoie en 1933,.